# Archancistrocerus
Archancistrocerus (лат.) — род одиночных ос (Eumeninae). Юго-Восточная Азия.

## Описание
Осы средних размеров (около 1 см). Окраска чёрная с светлыми пятнами и перевязями. Взрослые самки охотятся на личинок насекомых, которые служат кормом для развития собственных личинок осы. От близких родов отличаются следующими признаками: клипеус сужен вентрально и глубоко выемчатый медиально-вентрально; у самца терминальный стернит с 2—3 зубцами в базальном направлении. Парастигма переднего крыла более половины длины птеростигмы, измеренной по задней части.

## Классификация
Род был выделен в 1986 году для вида Archancistrocerus diffinis Giordani Soika, 1986. Род включают в состав подсемейства Eumeninae. Близок к роду Allorhynchium.